# Именины (рассказ)
«Именины» — рассказ Антона Павловича Чехова. Написан в 1888 году, впервые опубликован в 1888 году в журнале «Северный вестник» № 11 с подписью «Антон Чехов».

## Публикации
Рассказ А. П. Чехова «Именины» написан в 1888 году. Написан по заказу редакции литературного журнала «Северный вестник», впервые опубликован в 1888 году в журнале «Северный вестник» № 11 с подписью «Антон Чехов». Вошёл в собрание сочинений А. Чехова, издаваемое А. Ф. Марксом. В 1893 году напечатал в сборнике «Посредник».
При жизни Чехова рассказ переводился на немецкий, сербскохорватский и шведский языки.

## Персонажи
- Ольга Михайловна, жена именинника.
- Пётр Дмитрич, именинник, нравится многим женщинам.
- Николай Николаич, дядя Ольги Михайловны.
- Любовь Александровна Шеллер, семнадцатилетняя девушка, недавно окончила институт, гостья.
- Варвара, горничная.

## Сюжет
Рассказ А. Чехова состоит из пяти частей. Действие происходит в доме четы Ольги Михайловны и Петра Дмитрича. Ольга Михайловна находится на седьмом месяце беременности. На празднование именин Петра Дмитрича были приглашены гости. Праздничная суета тяготила Ольгу Михайловну. «Ей хотелось уйти подальше от дома, посидеть в тени и отдохнуть на мыслях о ребенке, который должен был родиться у нее месяца через два».
После обеда хозяева и гости пошли гулять в сад. Вышла посидеть у шалаша и Ольга Михайловна. В это время мимо нее прошли Пётр Дмитрич и Любочка. Ольга Михайловна спряталась в шалаш и подслушала их разговоры. Петр Дмитрич рассказал Любе, как он однажды попал под суд. Свой рассказ он сопроводил словами: «У нас такой порядок, что вы можете неодобрительно отзываться о солнце, о луне, о чем угодно, но храни вас бог трогать либералов! Боже вас сохрани! Либерал — это тот самый поганый сухой гриб, который, если вы нечаянно дотронетесь до него пальцем, обдаст вас облаком пыли».
Ольга Михайловна сильно ревновала мужа, однако она считала, что Любочка не опасна. Однако ее беспокоило, что «Петр Дмитрич не принадлежит ей наполовину…» Потом Ольга Михайловна задумалась о совместной с мужем жизни и вернулась к гостям. Вечером гости катались на лодках и веселились. Позднее Ольга Михайловна почувствовала себя плохо и вернулась домой. Последовавшая за тем ссора с мужем привела к тому, что у нее начались схватки и родился не живой ребенок. Женщиной овладело равнодушие к жизни.

## Критика
В прижизненных критических отзывах о рассказе отмечалась его глубина психологического анализа и художественность. Обозреватель газеты «Новости дня» В. В. Кузьмин писал: «Рассказ написан мастерски: ярко, тепло, художественно, просто и правдиво <…> Превосходно отмечен момент психологического кризиса у больной женщины…». Глубину психологического анализа отмечали Н. Веневич и критик А—ъ.
Журнальные обозреватели указывали на растянутость сюжета рассказа. Так, А. И. Введенский писал о «бесконечной веренице» подробностей, вредящих «художественной целостности», Н. Ладожский считал, что рассказ «длинноват и скучноват».
Критик Р. Дистерло писал в газете «Неделя», что рассказ создан «совершенно в духе и в стиле графа Толстого».